# Isolotto della Scarpa

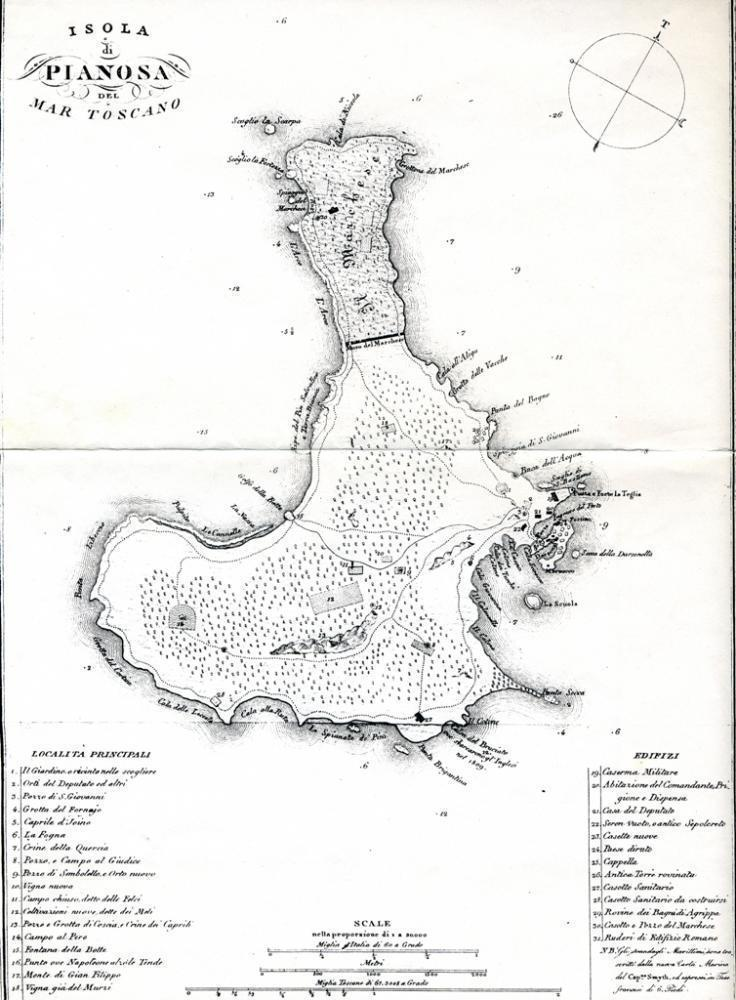
Scoglio la Scarpa a nord dell'isola di Pianosa in una mappa del 1836.

L'isolotto della Scarpa è un'isola minore dell'Arcipelago Toscano, situata nelle acque del Mar Tirreno 60 metri al largo della costa settentrionale dell'isola di Pianosa, di fronte Punta del Marchese, nel territorio comunale di Campo nell'Elba, in provincia di Livorno.
L'isolotto, incluso nell'area protetta del Parco nazionale dell'Arcipelago Toscano, è costituito da roccia di calcarenite bianca con slump.